# PCL-R
사이코패시 체크리스트(PCL,Psychopathy Checklist 또는 Hare Psychopathy Checklist)는 로버트 헤어가 개발한 심리측정및검사도구로 이의 개정된 '사이코패시 체크리스트 개정판'(Psychopathy Checklist-Revised , PCL-R)으로도 불린다. 이것은 개인의 정신병 또는 정신질환 유무 존재를 평가하는데 가장 일반적으로 사용되는 심리 평가 도구로 알려져있다. 이것은 공식 기록과 같은 '부수적 정보'(collateral information)의 검토와 함께 '준구조적 인터뷰'(Semi-structured interview)를 기초로하여 완성되도록 의도된, 인식가능한 성격 특성과 검증된 행동의 20개 항목 목록인 체크리스트에 기초한다.
한편 사이코패시는 ICD-10 F60.2 또는 DSM-5에서 반사회성 인격장애(ASPD) 범주안에 들어간다.

## 판례인용
미국 연방법원및 주법원에서는 PCL-R심리검사가 1994년이후 2012년까지를 기준으로 약350건이상이 직접적으로 판례에 관여되고 있으며 점점 증가추세를 보이는것으로 알려져있다.
한편 이는 법심리학의 과학적 근거를 토대로 미국법원에서 정신의학이나 심리학 전문가 증언의 신뢰도가 높아지고 있음을 의미한다.

## 영향
허비 클레클리 등의 심리학적 개념에대한 작업이 이에 영향을 준것으로 알려져있다.

## 같이 보기
- DSM-5
- ICD-10 챕터 V: 정신 및 행동 장애
- PPI(Psychopathic Personality Inventory 사이코패스 성격 목록)